# Bahnhof Neufahrn (b Freising)
Der Bahnhof Neufahrn (b Freising) ist der einzige Bahnhof in Neufahrn bei Freising. In dem Trennungsbahnhof zweigt die Neufahrner Spange zum Flughafen München von der Bahnstrecke München–Regensburg ab. Der Bahnhof wird von der S-Bahn München bedient.

## Geschichte und Aufbau

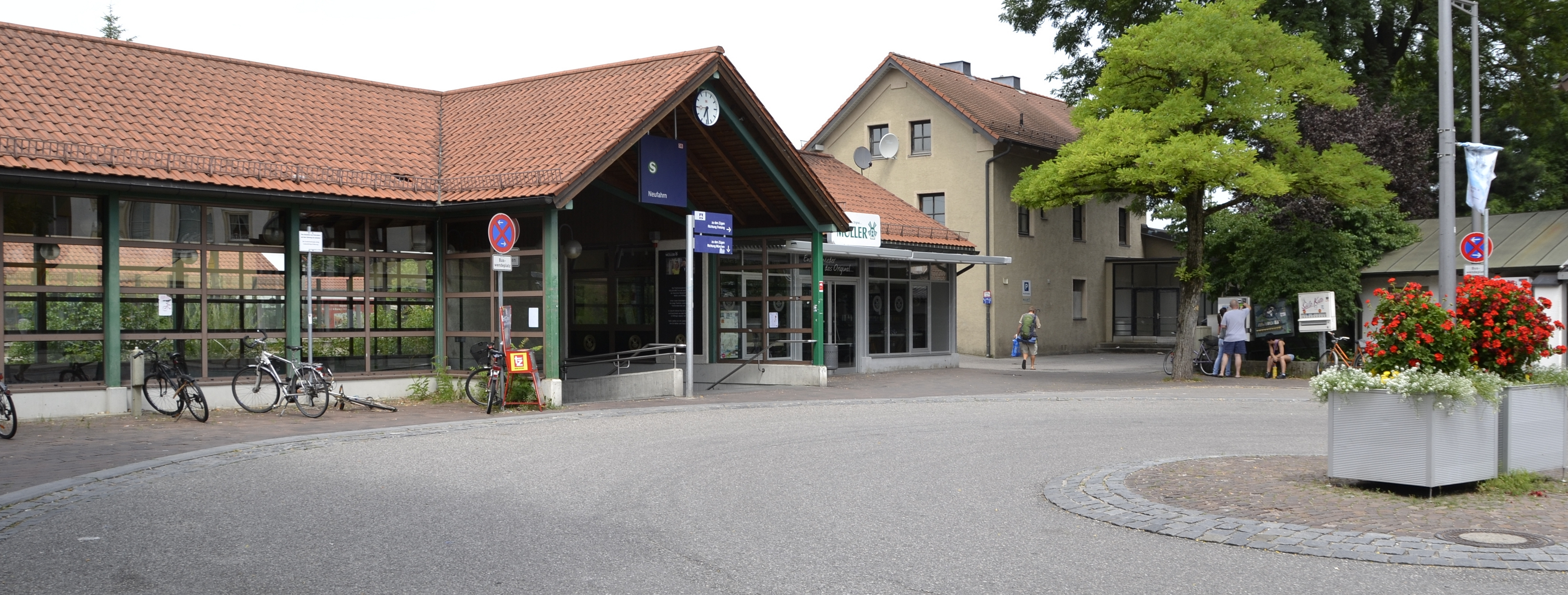
Bahnhofsvorplatz an der Bahnhofstraße

Der Bahnhof wurde von den Bayerischen Ostbahnen als Zwischenbahnhof der Bahnstrecke München–Regensburg errichtet und zusammen mit dem Abschnitt München–Landshut am 3. November 1858 eröffnet.
Von 1905 bis 1958 war die Feldbahn Massenhausen in Betrieb, über die Quarzsand aus Massenhausen zum Bahnhof transportiert wurde.
1956 wurde das Relaisstellwerk Nf der Bauform Dr S 2 in Betrieb genommen, das auch die Blockstellen Eching und Pulling ersetzte.
Der Bahnhof hat einen Hausbahnsteig an Gleis 1 und einen Mittelbahnsteig an Gleis 2 und 3. 1998 wurde der Bahnhof umgebaut und die im Bahnhofs beginnende Neufahrner Spange zum Bahnhof München Flughafen eröffnet. Für die Verbindung zum Flughafen wurde ein Überwerfungsbauwerk im nördlichen Bahnhofskopf gebaut. Ebenfalls wurde der zuvor nicht genutzte Hausbahnsteig neu gebaut und neue Weichen eingebaut, die für 100 km/h ausgelegt sind. Im August 1988 wurde das Relaisstellwerk durch ein von der Betriebszentrale München aus bedientes elektronisches Stellwerk mit Fernsteuerung des Stellwerks Lohhof ersetzt.
Die Bahnsteige sind 210 Meter lang. Der Hausbahnsteig hat eine Bahnsteighöhe von 96 cm, der Mittelbahnsteig ist 76 cm hoch. Den Hausbahnsteig kann man an beiden Enden über Rampen von der Bahnhofstraße bzw. einen Fußweg erreichen. Der Mittelbahnsteig ist durch Unterführungen an beiden Enden zu erreichen, wobei die am westlichen Ende gelegene Unterführung über eine Rampe zum Bahnhofsplatz und die Unterführung an der Massenhauser Straße über einen Aufzug zum Bahnsteig verfügt. An der Bahnhofstraße liegt außerdem ein P&R-Parkplatz.
In das Stellwerk Neufahrn (bei Freising) wurde die Fernsteuerung von Freising 30. Oktober 2005 und von Neufahrn Nord Abzw am 20. September 2018 einbezogen.

### S-Bahn-Unfall 2003
Am 16. August 2003 fuhren kurz vor 7 Uhr morgens hinter dem Bahnhof im Bereich der Ausfädelung der Strecke Richtung Flughafen zwei S-Bahn-Züge aufeinander, die kurz zuvor in Neufahrn geteilt worden waren. Dabei wurden 24 Menschen verletzt, zwei davon schwer. Der erste Zugteil, der nach Freising fahren sollte, wurde auf Grund einer falsch gestellten Weiche auf die Strecke in Richtung Flughafen geleitet. Der Triebfahrzeugführer, der den Fehler bemerkte, hielt den Zug daher an und kam vor den Freischaltkontakten zum Stehen, die das Ausfahrsignal auf rot stellen würden. Der Triebfahrzeugführer des zweiten Zugteils fuhr entgegen einer Bestimmung, aber in Neufahrn bis zum Unfall üblich, bei grün zeigendem Signal los und stieß aufgrund dichten Nebels mit dem stehenden vorderen Zugteil zusammen. Als Unfallursachen wurden der fehlende Kontakt des Triebfahrzeugführers des zweiten Zuges mit dem Fahrdienstleiter, ein zu weit hinter dem Ausfahrsignal montierter Freischaltkontakt, ein falscher Steuercode und der dichte Nebel benannt.

## Verkehr
Der Bahnhof wird von der Linie S 1 der S-Bahn München bedient. Die Züge werden im Bahnhof geflügelt. Meist fährt der hintere Teil des Zuges zum Flughafen und der vordere nach Freising. In Gleis 1 werden die Züge Richtung Freising/Flughafen geteilt. In Gleis 3 (teils auch in Gleis 2) werden die Züge Richtung Ostbahnhof vereinigt.
| Linie | Verlauf | Takt   |
| ----- | --- | ------ |
| S1    | Freising – Pulling – Neufahrn / Flughafen München – Flughafen Besucherpark – Neufahrn – Eching – Lohhof – Unterschleißheim – Oberschleißheim – Feldmoching – Fasanerie – Moosach – Laim – Hirschgarten – Donnersbergerbrücke – Hackerbrücke – Hauptbahnhof – Karlsplatz (Stachus) – Marienplatz – Isartor – Rosenheimer Platz – Ostbahnhof – Leuchtenbergring | 20 min |